# Erzsébet Szőnyi
Dans le nom hongrois Szőnyi Erzsébet, le nom de famille précède le prénom, mais cet article utilise l’ordre habituel en français Erzsébet Szőnyi, où le prénom précède le nom.
Erzsébet Szőnyi (née à Budapest le 25 avril 1924 et morte dans la même ville le 28 décembre 2019) est une compositrice et pédagogue hongroise.

## Biographie
Erzsébet Szőnyi a étudié la composition et le piano à l'université de musique Franz-Liszt de Budapest avec János Viski. Elle obtient un diplôme de professeur de musique de l'enseignement secondaire. Venue à Paris, elle suit les cours au Conservatoire de Paris de Tony Aubin et Olivier Messiaen, obtient un prix de composition, travaille en privé avec Nadia Boulanger en 1947 et 1948. Elle est aussi une élève de Zoltán Kodály avec lequel elle travaille en étroite collaboration. Plus tard, elle est professeur à l'École Franz Liszt, dirige les classes d'éducation musicale et les chœurs. À partir de 1964, elle est un des membres qui dirigent l'ISME (International Society for Music Education (en)). Elle est vice-présidente de l'ISME de 1970 à 1974.

## Prix
- 1959 : Prix Erkel
- 1995 : Prix Bartók-Pásztory
- 2001 : Prix Kodály
- 2003 : Prix Kossuth
- 2004 : Prix Bartók-Pásztory

## Œuvres principales
Piano
- Little Chamber Music, pour piano à 4 mains (1950)
- La Princesse récalcitrante, suite pour piano (1956)
- Toccatina, pour piano (1965)

Orgue
- 6 pièces (1957)
- Concerto pour orgue (1958)
- Introduction, passacaille et fugue (1964)
- 5 Préludes (1965)

Musique de chambre
- Sérénade et danse, pour violon et piano (1954)
- Duo, pour violon et alto (1955)
- Sonatine, pour violon et piano (1965)

Orchestre
- Parlando e giusto (1947)
- Divertimento (1951)
- Intermezzo (1955)
- Musica festiva, suite (1965)

Opéras
- Dalma (1952)
- A makrancos királylány (1955)
- Firenzei tragédie (1957)
- Az aranyszárnyú méhecske (1974)
- A Gay Lament (1979)
- The Truth-telling Shepherd (1979)
- Break of Transmission (1980)
- Elfrida (1985)

Dans le domaine de la musique vocale, elle a aussi composé des mélodies pour voix et piano, des pièces pour chœur et des oratorios.